# Eupelmus flavicrurus
Eupelmus flavicrurus är en stekelart som beskrevs av Yang 1996. Eupelmus flavicrurus ingår i släktet Eupelmus och familjen hoppglanssteklar. Inga underarter finns listade i Catalogue of Life.